# Eduard Zubák
Eduard Zubák (* 9. září 1973 Sokolov) je profesionální tanečník, choreograf a trenér sportovních tanečních párů.
V roce 2003 úspěšně vykonal profesionální zkoušky z tanců standardních a latinskoamerických a byl mu udělen diplom Svazu učitelů tance ČR (Member of World Dance Council). V roce 2007 vykonal státní zkoušky na Fakultě tělesné výchovy a sportu Univerzity Karlovy v Praze, obor trenér a porotce I. třídy (nejvyšší kvalifikace), specializace taneční sport. Dále se soustavně vzdělává v oblasti společenského tance a účastní se pravidelných školení trenérů a porotců a vzdělávacích kongresů Českého svazu tanečního sportu.

## Sportovní společenský tanec
- 2006 – Mistr České republiky profesionálů v latinskoamerických tancích
- 2004 – 2005 – Vicemistr ČR profesionálů v latinskoamerických tancích
- 2001 – Vicemistr ČR v kubánské salse
- 2000 – 4. místo na Mistrovství ČR v 10 tancích (standardní a latinskoamerické tance)
- 1999 – 11. místo na Evropském poháru v LA tancích v Mnichově
- Mezinárodní třída (nejvyšší) v latinskoamerických i standardních tancích
- Účastník nejprestižnějších světových soutěží v LA tancích jako např.:
  - Blackpool Dance Festival – Anglie
  - UK- International open – Anglie
  - German Open championships – Německo
  - Holand Masters – Holandsko
  - Mistrovství Evropy – Německo
  - Mistrovství Světa – USA
  - French Open – Francie
  - Cervia Open - Itálie

V současné době působí jako profesionální tanečník, trenér a choreograf.

## Trenér
Licence Trenér 1. třídy (nejvyšší trenérská licence). Od roku 1998 trénuje sportovní taneční páry v latinskoamerických i standardních tancích.
Vyučoval v pražských tanečních studiích jako např. STK Praha, Heller Dance studio, Dancestation. V roce 2007 si založil vlastní Akademii tanečního umění a sportu DUENDE v Kolíně, kde se věnuje jak sportovním tanečním párům, tak výuce kurzů pro širokou veřejnost.

## Flamenco
Sólový flamencový tanečník v muzikálu Carmen s Lucií Bílou. Je členem flamencové hudebně taneční skupiny FLAMENCO ELEMENT, se kterou pracuje na tanečních projektech týkajících se Španělské kultury v oblasti tance a hudby. Účastní se flamencových festivalů v Čechách i v zahraničí, ale zejména přímo v Andalusii na jihu Španělska v Seville a Jerezu de la Frontera. Od roku 2004 se soustavně se vzdělává pod vedením španělských lektorů, např.: Juan Polvillo, Javier Barón, Andrés Marín, Israel Galván, Juan Carlos Lérida, Belén Maya, Sonía García, Rafaela Carasco, Javiér Latorre... Směl tancovat v první řadě Star Dance s Helenou Zeťovou.

## Choreograf
Jako choreograf a tanečník se zúčastnil pořadu „Stardance I.“ a pořadu „Bailando“. Jako choreograf spolupracoval se Zdeňkou Žádníkovou-Volencovou, Davidem Suchařípou, Lucií Bílou, Helenou Vondráčkovou a Jiřím Kornem.